# Kung Fu Kids
Kung Fu Kids, también conocida como Young Dragons o Los Pequeños Karatecas (en chino: 好小子 | cantonés: Hou siu ji, mandarín: Hǎo Xiǎo Zǐ, lit. "los excelentes niños pequeños") es una serie cinematográfica taiwanesa, creada por la compañía productora Tomson Films en 1986.

## Historia
En 1986 los responsables de producción de Tomson Films, liderados por la actriz y productora Hsu Feng, idearon un film de artes marciales protagonizado casi exclusivamente por niños y destinada al público infantil. El proyecto fue encargado a un equipo de escritores noveles denominado Tomson Group y formado por Chou Chin Cheng, Shuo Hong Shun, Lin Ling Fei y Liu Hui Lan y fue dirigido por el veterano Chang Mei Jun y el joven Chu Yen Ping. La coreografía de artes marciales fue encomendada a Lam Man Cheung.
Para interpretar al trío protagonista seleccionaron tres estrellas infantiles del momento: Yen Chin Kwok (que a sus 12 años tenía más experiencia en el medio, con una docena de películas en su filmografía), y Cho Ha Foo (de 13 años) y Chen Shun Yun (de 7), que habían debutado en el cine unos meses antes. Tanto Yen como Cho tenían experiencia en artes marciales, lo que los convertía en candidatos ideales para sus papeles, mientras que el obeso Chen estaba más dotado para la comedia y se encargaría de darles la réplica. La fórmula se completó con los veteranos actores Chen Hui Lou y Tam Ai Chen.
La película tuvo tanto éxito en toda Asia que se rodaron seis secuelas entre 1986 y 1990 y dieron lugar a varios proyectos similares, siendo el más importante Shaolin Popey en 1994.

## Argumento
La serie narra las aventuras de tres niños, Hsiao Hu, Ah Kuo y Hsiao Pan, que se han criado con su abuelo en la montaña, alejados de la civilización. Su abuelo, un anciano maestro de artes marciales, ha educado a los niños en todo tipo de disciplinas de lucha, pero no ha permitido jamás que tuvieran contacto con otras personas, ni tampoco con su abuela, que vive en la gran ciudad. Un día los niños deciden ir a su encuentro y su comportamiento en un ambiente que les es completamente extraño provocará numerosos problemas. La nobleza inculcada por el abuelo y su amor por el prójimo hará que los niños tengan que hacer uso de sus conocimientos marciales para ayudar a quienes los necesiten. 

## Personajes principales
Hsiao Hu (chino, 小虎, lit. "Pequeño tigre"), interpretado por Cho Ha Foo es el mayor y el líder del trío, y el mejor alumno de artes marciales del abuelo
Ah Kuo (chino, 阿國), interpretado por Yen Chin Kwok, es el mediano, el más guapo de los tres y también dotado para las artes marciales. 
Hsiao Pan (chino, 小胖, lit. "Gordito"), interpretado por Chen Shun Yun, es el más pequeño del trío y destaca por su obesidad, torpeza y malos modales. Sus habilidades marciales son prácticamente nulas. Su nombre en inglés es "Fatty" y en España se llamó "Gordi". 
Abuelito, interpretado por Chen Hui Lou, es el abuelo de los niños y anciano maestro de artes marciales, vive retirado en las montañas, separado de su esposa debido a las innumerables discusiones que mantienen. Este personaje aparece sólo en las primeras películas de la serie. 
Abuelita, interpretada por Tam Ai Chen, es la abuela de los niños y, al igual que su esposo, maestra de artes marciales. Vive en la ciudad con su nieta. Este personaje aparece sólo en las primeras películas de la serie.

## Estrellas invitadas
A lo largo de sus cinco años de filmación, las películas de los "Kung Fu Kids" tuvieron en su reparto grandes nombres del cine de acción de Taiwán y Hong Kong, entre los que cabe destacar Eugene Thomas, Wang Te Sheng, Dick Wei, Li Wen Tai, Chu Din Miu, Wang Yao, Tien Feng, Ko Shao Pao, David Wu, Paul Chang, Kuan Hung, Fang Mien, Sihung Lung, Lung Tien-Hsiang, Benny Lai, Wu Ma y Chu Yuan.

## Filmografía
- Kung Fu Kids - 好小子 (1986) de Chang Mei Jun y Chu Yen Ping.
- ¡Al ataque, Kung Fu Kids! - 好小子第2集 (1986) de Chen Chi Hwa.
- El regreso de los Kung Fu Kids - 好小子第3集 - 苦兒流浪記 (1987) de Lin Fu Di.
- ¡Más fuerte, Kung Fu Kids! - 跨越時空的小子 (1987) de Chang Peng I.
- La última aventura de los Kung Fu Kids - 好小子5－萬能運動員 (1988) de Chou Tan y Lam Man Cheung.
- Los Kung Fu Kids en Vietnam - 好小子6－小龍過江 (1989) de Lam Man Cheung.
- Little Kids Beat the Boss - 小鬼大哥大 (1990) de Chen Chi Hwa.*
- Young Kickboxer - 打通關 (1990) de Lam Man Cheung.*

(*) No son películas oficiales de la serie "Kung Fu Kids".